# 12-es villamos (Debrecen)
A debreceni 12-es jelzésű villamos a Pályaudvar (napjainkban Nagyállomás) és Pallag között közlekedett.

## Történet
1927-ben hozták létre az 1-es és a 3-as villamos tehermentesítésére. A 3-as és a 7-es villamossal egyszerre szüntették meg. Helyettük 1970. április 1-jétől a 13-as autóbusz közlekedik a Segner tér-Pallag között.

## A vonal száma
12-es számot valószínűleg azért kapott mert a betétjáratokat (1A, 4A, 5A, 6A (1930-as években közlekedtek)) beleszámolva 12. vonalként nyitották meg.